# Elizabeth Malecki
Elizabeth Malecki (Londres, 14 de febrero de 1974) es una profesora de aerobic, bailarina profesional y actriz británica, y es conocida por su papel de Sonya Blade en el juego de arcade Mortal Kombat.
Al igual que muchos de los actores de este juego trabajó en Lakeshore Athletic Club en el norte de Chicago, cuando Midway la llamó en 1992 buscando luchadores en artes marciales interesados en filmar a los personajes digitalizados de este videojuego. Atendiendo a las peticiones de los seguidores de un personaje femenino durante la prueba a principios de MK, fue fichada por Midway para dar vida a Sonya, siendo una incorporación de última hora al rodaje.
Tras el éxito del videojuego, Malecki sentía que merecía una parte de los beneficios después de su personaje sin acreditar también fue utilizado en uno de los fondos en Mortal Kombat II. En 1997, presentó una demanda junto con los actores Philip Ahn y Katalin Zamiar. La demanda se resolvió a favor de Midway, afirmando que en Illinois, una demanda no puede tener éxito cuando existe un acuerdo válido entre las partes.
Malecki fue reemplazada por Kerri Hoskins como Sonya en Mortal Kombat 3. Ha mantenido un perfil relativamente bajo desde entonces, aparte de la demanda. Esta está casada desde 2010 y tiene dos hijos.